# Байшаков Сеїльда Ікрамович
Сеїльда Ікрамович Байшаков (28 серпня 1950, Джамбул — 12 липня 2023) — радянський футболіст, захисник. Провів більшу частину кар'єри в казахській команді «Кайрат», зіграв близько 300 матчів, на думку вболівальників клубу, є гордістю казахстанського футболу.

## Кар'єра

### Клубна
Свої перші футбольні кроки робив у «Шкіряному м'ячі» в рідному Джамбулі. Для початку потрібно було витримати конкурс в Джамбулського дитячо-юнацьку спортивну школу. Сеїльда п'ять разів намагався пройти відбір, але так і не зумів. Проте його однокласник умовив тренера взяти Байшакова. Після закінчення ДЮСШ відразу в команду майстрів не потрапив — два роки відіграв за «Кайрат-Джамбулсельстрой» на першості області. Тільки після цього його запросили в джамбульский «Енергетик», який грав у другій лізі чемпіонату СРСР.
Байшаков прийшов в «Кайрат» на запрошення Олександра Севідова. Місце центрального захисника в «Кайраті» виявилося вакантним, після того як завершив кар'єру Анатолій Федотов, а Борис Іщенко поїхав в Чимкент. Старший тренер Віктор Георгійович Корольков ще на зборах перед сезоном 1971 почав пробувати його в основний склад. Вперше вийшов в основному складі на матч з ленінградським «Зенітом». Багато років він був капітаном команди і лідером команди.

### У збірній
Перший виклик, ще в юнацьку збірну, футболісту надійшов в 1967 році. За підсумками чемпіонату СРСР сезону 1971 Сеїльда був названий кращим дебютантом у вищій лізі. На наступний рік його викликали до молодіжної збірної на відбірковий турнір чемпіонату Європи. А після сезону 1972 була створена збірна клубів СРСР, яка вирушила в комерційну поїздку по країнах Центральної і Південної Америки. Від «Кайрата» в неї потрапив тільки Байшаков. У Мексиці та Бразилії довелося виступати в страшну спеку, а в Еквадорі і Болівії — в умовах високогір'я. Ближче до Нового року, коли минуло вже майже два місяці турне, хлопці кликали і попросилися додому. Довелося скасувати поїздку до Аргентини і Уругваю. 
За національну збірну СРСР провів два матчі:
- Угорщина 2:1 СРСР
- Греція 1:0 СРСР

### Після кар'єри
Після завершення кар'єри гравця був помічником головного тренера «Кайрата».
З серпня 2007 року працював віце-президентом федерації футболу Казахстану.

## Особисте життя
Народився в спортивній сім'ї. Батько, Ікрам, в 1949 році повернувся з армії і грав за місцеву команду. Дядько Сейтжана виступав на позиції форварда в джамбульському «Металісті», пізніше його запросили в алматинський «Кайрат».
Дружина — Мар'ямгуль. Теща відома казахстанська оперна співачка — Бібігуль Тулегенова.